# Scott Durant
Scott Durant (Los Angeles, 12 febbraio 1988) è un canottiere britannico, vincitore della medaglia d'oro nell'8 con a Rio de Janeiro 2016.

## Palmarès
- Giochi olimpici

Rio de Janeiro 2016: oro nell'8 con.
- Mondiali

Amsterdam 2014: argento nel 2 con.
Aiguebelette-le-Lac 2015: bronzo nel 4 senza.
- Europei

Belgrado 2014: bronzo nell'8 con.
Poznan 2015: oro nel 4 senza.